# Stipa holwayi
Stipa holwayi är en gräsart som beskrevs av Albert Spear Hitchcock. Stipa holwayi ingår i släktet fjädergrässläktet, och familjen gräs. Inga underarter finns listade i Catalogue of Life.